# USS Preble (DD-345)
Za druga plovila z istim imenom glejte USS Preble.
USS Preble (DD-345) je bil rušilec razreda Clemson v sestavi Vojne mornarice Združenih držav Amerike.
Rušilec je bil poimenovan po pomorskem častniku Edwardu Preblu.

## Zgodovina
Za zasluge med drugo svetovno vojno je bil rušilec odlikovan z osmimi bojnimi zvezdami.
7. decembra 1945 je bil rušilec izvzet iz aktivne sestave, bil 3. januarja 1946 odstranjen iz seznama plovil Vojne mornarice ZDA in bil 26. oktobra 1946 prodana za razrez.